# Rebin Sulaka
Rebin Sulaka (en árabe: ريبين غريب سولاقا عظمت‎; Erbil, Irak, 12 de abril de 1992) es un futbolista de Irak que juega en la posición de defensa central con el Perak FA de la Superliga de Malasia.

## Carrera

### Club
| Periodo   | Club                  |
| --------- | --------------------- |
| 2010–2013 | Eskilstuna City FK    |
| 2013–2014 | Dalkurd FF            |
| 2014–2015 | Ljungskile SK         |
| 2015-2016 | Syrianska FC          |
| 2015–2016 | → AFC United (cedido) |
| 2016–2017 | Elverum Fotball       |
| 2017–2018 | Al-Markhiya SC        |
| 2018–2019 | Al-Khor SC            |
| 2019      | Al-Shahania SC        |
| 2019–2020 | FK Radnički Niš       |
| 2020–2021 | FC Arda Kardzhali     |
| 2021      | PFC Levski Sofia      |
| 2021–2023 | Buriram United FC     |
| 2023–2024 | Brommapojkarna        |
| 2024      | FC Seoul              |
| 2024-     | Perak FA              |

### Selección nacional
Debutó con Irak el 12 de junio de 2015 en la derrota por 0-4 ante Japón en un partido amistoso en Yokohama. Luego fue convocado para jugar en la Copa Asiática 2019.
El 20 de febrero de 2022 Rebin anunciaba su retiro internacional por razones personales. Saldría del retiro internacional el 16 de agosto de 2023. En diciembre de 2023 fue convocado para jugar en la Copa Asiática 2023 en Catar, donde anotó su primer gol internacional en la victoria por 3-2 ante Vietnam en Al-Rayyan.

## Logros
- Thai League 1: 2021-22, 2022-23
- Thai FA Cup: 2021-22, 2022-23
- Thai League Cup: 2021-22, 2022-23